# August Ames
August Ames, nome artístico de Mercedes Grabowski (Antigonish, 23 de agosto de 1994 – Camarillo, 5 de dezembro de 2017) foi uma atriz pornográfica canadense.

## Primeiros anos de vida
Ames nasceu em Antigonish, Nova Escócia. Ames é de ascendência polaca. Como filha de um militar, ela cresceu em vários lugares diferentes em todo o Canadá.

## Carreira
Ames entrou na indústria de filmes adultos em novembro de 2013. Sua primeira performance pornô foi em um solo de cena fetiche. Fez sua primeira cena de garoto/garota para Wicked Pictures, no filme Selfies. Morreu ainda em atividade no dia 5 de dezembro de 2017.

## Morte
A morte da atriz foi confirmada pelo marido, o diretor Kevin Moore.
O primeiro laudo médico registra como causa da morte asfixia por enforcamento. A atriz dava sinais de depressão e recentemente sofria acusações e difamação on-line, tanto de anônimos quanto de colegas de atividade, devido a um episódio onde foi declarada "homofóbica" por um também ator da indústria pornográfica, onde ela respondeu que "muitas atrizes não gostam de filmar com atores que já fizeram cenas gays, por segurança". August morreu no mesmo ano das também atrizes pornográficas  Shyla Stylez, Yurizan Beltran e Olívia Lua.

## Prêmios e indicações
| Ano  | Cerimônia  | Resultado | Categoria                             | Trabalho        |
| ---- | ---------- | --------- | ------------------------------------- | --------------- |
| 2015 | AVN Award  | Indicado  | Best New Starlet                      | —               |
| 2015 | AVN Award  | Indicado  | Best POV Sex Scene (with Kevin Moore) | Spandex Loads 8 |
| 2015 | AVN Award  | Venceu    | Cutest Newcomer (Fan Award)           | —               |
| 2015 | XBIZ Award | Indicado  | Best New Starlet                      | —               |
| 2015 | XRCO Award | Indicado  | New Starlet                           | —               |
| 2015 | XRCO Award | Venceu    | Cream Dream                           | —               |